# Florencio Roselló Avellanas
Florencio Roselló Avellanas (Alcorisa, 10 de gener de 1962) és un sacerdot catòlic mercedari espanyol, arquebisbe electe de Pamplona i Tudela des de novembre de 2023.

## Trajectòria
Nascut el 10 de gener de 1962 al municipi aragonès d'Alcorisa, el seu pare va ser Florencio Roselló i la seva mare Miguela Avellanas, sent el segon de tres germans. El setembre de 1973, a l'edat d'onze anys, va ingressar al seminari menor de l'Orde de la Mercè, a Reus. Després de completar els estudis de BUP, va ingressar al noviciat de l'ordre. El 1980 es va traslladar al municipi de Molins de Rei (Baix Llobregat), on va cursar COU.
El 1981 es va traslladar al monestir de Santa Maria del Puig, situat a la comarca de l'Horta Nord, on va iniciar els estudis eclesiàstics a la Facultat de Teologia «Sant Vicent Ferrer», i hi va realitzar els quatre primers cursos. Va concloure l'últim a la Facultat de Teologia de Catalunya, amb seu a Barcelona, on va obtenir la llicenciatura d'Estudis Eclesiàstics. Va compaginar aquests estudis amb els de solfeig i piano. El 1986 va estudiar el primer curs de Treball Social a l'Escola Universitària de Treball Social de València.

### Vida religiosa
El 10 d'agost de 1979 va prendre l'hàbit mercedari a Estercuel, al monestir de Nostra Senyora de l'Olivar. Va exercir la seva primera professió de vots religiosos el 15 d'agost de 1980 mentre que va fer la professió solemne el 7 de desembre de 1985, al seminari menor dels mercedaris, a Reus. La seva ordenació sacerdotal va ser el 24 d'agost de 1986, a la seva localitat natal.
Va començar la seva activitat pastoral a la comunitat de la Llar Mercedària de Barcelona (1985-1986), on va entrar en contacte amb presos que estaven de permís, o gaudien de llibertat condicional. Posteriorment, va passar per les comunitats mercedàries de València (1986-1987), Castelló de la Plana (1987-1994), Elx (1994-2003) i, finalment, a la Cúria Provincial a Barcelona (2003-2015). L'any 2015 va tornar a Castelló de la Plana, on va residir fins al seu nomenament arquebisbal.
Entre els seus encàrrecs pastorals, va ser vicari de la parròquia de Nostra Senyora del Puig (1986-1987), capellà del Centre Penitenciari de Castelló de la Plana (1987-1994), capellà del Centre Penitenciari de Fontcalent (1994-2003), coordinador de la Pastoral Penitenciària al País Valencià (1993-2003), delegat diocesà de Pastoral Penitenciària a la diòcesi d'Oriola-Alacant (1994-2003) i membre del consell presbiteral (1997-2001), membre del Consell Diocesà de Pastoral a la diòcesi de Sogorb-Castelló (2015-2019) i coordinador del 2n i 3r màster en Pastoral Penitenciària (2019-20 i 2020-21).
També va ser director del departament de Pastoral Penitenciària de la Conferència Episcopal Espanyola (2015), superior de la comunitat mercedària de Castelló de la Plana, capellà de la presó de Castelló de la Plana i vicepresident de la CONFER diocesana (2021). Respecte al govern dins de l'Orde de la Mercè, va ser superior de la comunitat mercedària d'Elx (1997-2003), conseller provincial de Pastoral al govern provincial i responsable de Pastoral (2000-2003) i, finalment, superior provincial de la Mercè d'Aragó (2003-2015).

## Episcopat
El 9 de novembre es va fer públic el seu nomenament, per part del papa Francesc, com a arquebisbe de Pamplona i bisbe de Tudela. La seva ordenació i presa de possessió se celebrarà a la catedral de Pamplona el 27 de gener de 2024.